# Euploea pahakela
Euploea pahakela är en fjärilsart som beskrevs av William Doherty 1891. Euploea pahakela ingår i släktet Euploea och familjen praktfjärilar. Inga underarter finns listade i Catalogue of Life.